# 1892
| [ Edytuj tabelę ]              | |
| Król Polski (tytularny)        | - 1881 Aleksander III Romanow 1894                                                                                                |
| Emir Afganistanu               | - 1880 Abdur Rahman Chan 1901 |
| Współksiążęta Andory           | - 1879 Salvador Casañas i Pagès 1901 - 1887 Marie François Sadi Carnot 1894                                                       |
| Prezydent Argentyny            | - 1890 Carlos Pellegrini 1892 - 1892 Luis Sáenz Peña 1895                                                                         |
| Cesarz Austrii                 | - 1848 Franciszek Józef I 1916 |
| Król Bawarii                   | - 1886 Otto 1913 |
| Król Belgów                    | - 1865 Leopold II 1909 |
| Premier Belgii                 | - 1884 Auguste Beernaert 1894 |
| Prezydent Boliwii              | - 1888 Aniceto Arce 1892 - 1892 Mariano Baptista 1896                                                                             |
| Prezydent Brazylii             | - 1891 Floriano Peixoto 1894 |
| Sułtan Brunei                  | - 1885 Hashim Jalilul Alam Aqamaddin 1906                                                                                         |
| Car Bułgarii                   | - 1887 Ferdynand I Koburg 1918 |
| Premier Bułgarii               | - 1887 Stefan Stambołow 1894 |
| Prezydent Chile                | - 1891 Jorge Montt 1896 |
| Cesarz Chin                    | - 1875 Guangxu 1908 |
| Premier Czarnogóry             | - 1879 Božo Petrović-Njegoš 1905                                                                                                  |
| Król Czech                     | - 1848 Franciszek Józef I 1916 |
| Król Danii                     | - 1863 Chrystian IX 1906 |
| Premier Danii                  | - 1875 Jacob Brønnum Scavenius Estrup 1894                                                                                        |
| Dalajlama                      | - 1876 Thubten Gjaco 1933 |
| Władca Egiptu                  | - 1879 Taufik Pasza 1892 - 1892 Abbas II Hilmi 1914                                                                               |
| Premier Egiptu                 | - 1891 Mustafa Fahmi Pasza 1893                                                                                                   |
| Prezydent Ekwadoru             | - 1888 Antonio Flores Jijón 1892 - 1892 Luis Cordero Crespo 1895                                                                  |
| Cesarz Etiopii                 | - 1889 Menelik II 1913 |
| Prezydent Francji              | - 1887 Marie François Sadi Carnot 1894                                                                                            |
| Premier Francji                | - 1890 Charles de Freycinet 1892 - 1892 Émile François Loubet 1892 - 1892 Alexandre Ribot 1893                                    |
| Król Grecji                    | - 1863 Jerzy I 1913 |
| Prezydent Gwatemali            | - 1885 Manuel Lisandro Barillas Bercián 1892 - 1892 José María Reina Barrios 1898                                                 |
| Prezydent Haiti                | - 1889 Florvil Hyppolite 1896 |
| Król Hawajów                   | - 1891 Lydia Liliʻuokalani 1893                                                                                                   |
| Król Hiszpanii                 | - 1886 Alfons XIII 1931 |
| Premier Hiszpanii              | - 1890 Antonio Cánovas del Castillo 1892 - 1892 Práxedes Mateo Sagasta 1895                                                       |
| Król Holandii                  | - 1890 Wilhelmina 1948 |
| Premier Holandii               | - 1891 Gijsbert van Tienhoven 1894                                                                                                |
| Prezydent Hondurasu            | - 1891 Ponciano Leiva Madrid 1893                                                                                                 |
| Szach Iranu                    | - 1848 Naser ad-Din Szah 1896 |
| Król Irlandii                  | - 1837 Wiktoria Hanowerska 1901                                                                                                   |
| Cesarz Japonii                 | - 1867 Mutsuhito 1912 |
| Premier Japonii                | - 1891 Masayoshi Matsukata 1892 - 1892 Hirobumi Itō 1896                                                                          |
| Kalif                          | - 1876 Abdülhamid II 1909 |
| Premier Kanady                 | - 1891 John Abbott 1892 - 1892 John Thompson 1894                                                                                 |
| Emir Kataru                    | - 1878 Kasim ibn Muhammad Al Sani 1913                                                                                            |
| Prezydent Kolumbii             | - 1888 Carlos Holguín 1892 - 1892 gen. Rafael Núñez 1894                                                                          |
| Patriarcha Konstantynopola     | - 1891 Neofit VIII 1894 |
| Władca Korei                   | - 1863 Kojong 1907 |
| Prezydent Kostaryki            | - 1890 José Rodríguez Zeledón 1894                                                                                                |
| Emir Kuwejtu                   | - 1866 Abd Allah II 1892 - 1892 Muhammad 1896                                                                                     |
| Prezydent Liberii              | - 1884 Hilary Johnson 1892 - 1892 Joseph Cheeseman 1896                                                                           |
| Książę Liechtensteinu          | - 1858 Jan II Dobry 1929 |
| Wielki książę Luksemburga      | - 1890 Adolf 1905 |
| Premier Luksemburga            | - 1888 Paul Eyschen 1915 |
| Sułtan Maroka                  | - 1873 Hassan I 1894 |
| Prezydent Meksyku              | - 1884 Porfirio Díaz 1911 |
| Książę Monako                  | - 1889 Albert I 1922 |
| Król Nepalu                    | - 1881 Prithvi 1911 |
| Premier Nepalu                 | - 1885 Bir Shumsher Jang Bahadur Rana 1901                                                                                        |
| Cesarz Niemiec                 | - 1888 Wilhelm II Hohenzollern 1918                                                                                               |
| Kanclerz Niemiec               | - 1890 Leo von Caprivi 1894 |
| Prezydent Nikaragui            | - 1891 Roberto Sacasa 1893 |
| Król Norwegii                  | - 1872 Oskar II 1905 |
| Premier Nowej Zelandii         | - 1891 John Ballance 1893 |
| Sułtan Omanu                   | - 1888 Fajsal ibn Turki 1913 |
| Papież                         | - 1878 Leon XIII 1903 |
| Prezydent Paragwaju            | - 1890 Juan Gualberto González 1894                                                                                               |
| Prezydent Peru                 | - 1890 Remigio Morales Bermúdez 1894                                                                                              |
| Król Portugalii                | - 1889 Karol 1908 |
| Król Prus                      | - 1888 Wilhelm II 1918 |
| Car Rosji                      | - 1881 Aleksander III 1894 |
| Król Rumunii                   | - 1881 Karol I 1914 |
| Premier Rumunii                | - 1891 Lascăr Catargiu 1895 |
| Król Saksonii                  | - 1873 Albert I Wettyn 1902 |
| Prezydent Salwadoru            | - 1890 Carlos Ezeta 1894 |
| Kapitanowie Regenci San Marino | - 1891 Antonio Michetti Pasquale Busignani 1892 - 1892 Federico Gozi Silvestro Vita 1892 - 1892 Gemino Gozi Giacomo Marcucci 1893 |
| Król Serbii                    | - 1889 Aleksander Obrenowić 1903                                                                                                  |
| Prezydent Szwajcarii           | - 1892 Walter Hauser 1892 |
| Król Szwecji                   | - 1872 Oskar II 1907 |
| Premier Szwecji                | - 1891 Erik Gustaf Boström 1900                                                                                                   |
| Król Tajlandii                 | - 1868 Chulalongkorn 1910 |
| Król Tonga                     | - 1875 Jerzy Tupou I 1893 |
| Premier Tonga                  | - 1890 Siaosi Tukuʻaho 1893 |
| Sułtan Turków                  | - 1876 Abdülhamid II 1909 |
| Prezydent Urugwaju             | - 1890 Julio Herrera y Obes 1894                                                                                                  |
| Prezydent USA                  | - 1889 Benjamin Harrison 1893 |
| Prezydent Wenezueli            | - 1890 Raimundo Andueza Palacio 1892 - 1892 Guillermo Tell Villegas 1892 - 1892 Joaquín Crespo 1898                               |
| Król Węgier                    | - 1848 Franciszek Józef I 1916 |
| Premier Węgier                 | - 1890 Gyula Szapáry 1892 - 1892 Sándor Wekerle 1895                                                                              |
| Monarcha Wielkiej Brytanii     | - 1837 Wiktoria 1901 |
| Premier Wielkiej Brytanii      | - 1886 Robert Gascoyne-Cecil 1892 - 1892 William Ewart Gladstone 1894                                                             |
| Król Włoch                     | - 1878 Humbert I 1900 |

Rok 1892 / MDCCCXCII
stulecia: XVIII wiek ~
XIX wiek ~
XX wiek

dziesięciolecia:
1860–1869 •
1870–1879 •
1880–1889 •
1890–1899
• 1900–1909
• 1910–1919
• 1920–1929

lata: 1882 «
1887 «
1888 «
1889 «
1890 «
1891 «
1892
» 1893
» 1894
» 1895
» 1896
» 1897
» 1902

## Wydarzenia w Polsce
- 1 stycznia – przejęcie linii kolejowej Kraków-Lwów (dł. 242,37 km), oraz pozostałych elementów Kolei Galicyjskiej przez Cesarsko-Królewskie Koleje Państwowe. Było to elementem upaństwowiania kolei w Austro-Węgrzech.
- 31 stycznia – powstanie Polskiej Partii Socjalno-Demokratyczna Galicji i Śląska Cieszyńskiego (PPSD).
- 1 maja – w Łodzi wybuchł strajk powszechny, zwany buntem łódzkim.
- 23 maja – krakowski kościół Ducha Świętego został wyburzony pod budowę miejskiego teatru; sprzeciwiający się tym planom Jan Matejko na znak protestu zrzekł się tytułu honorowego obywatela miasta.
- 18 września – na warszawskich Dynasach otwarto owalny tor kolarski WTC (długość 383 m, szerokość 6 m).
- Listopad – powstanie Polskiej Partii Socjalistycznej (PPS).

## Wydarzenia na świecie
- 7 stycznia – Abbas II został ostatnim kedywem Egiptu.
- 11 stycznia – późniejszy prezydent USA William McKinley został gubernatorem Ohio.
- 15 stycznia – w Kanadzie opublikowane zostały reguły gry w koszykówkę; gry wymyślonej przez Jamesa Naismitha.
- 31 stycznia – odbył się pierwszy w historii konkurs skoków narciarskich na skoczni narciarskiej w norweskim Holmenkollen.
- 28 lutego – Rudolf Diesel opatentował silnik wysokoprężny.
- 4 marca – niemiecki astronom Max Wolf odkrył planetoidę (325) Heidelberga.
- 15 marca:
  - powstał klub sportowy Liverpool.
  - Amerykanin Jesse Reno opatentował schody ruchome.
- 18 marca – niemiecki astronom Max Wolf odkrył planetoidę (328) Gudrun.
- 19 marca – austriacki astronom Johann Palisa odkrył planetoidę (326) Tamara.
- 21 marca – niemiecki astronom Max Wolf odkrył planetoidę (329) Svea.
- 23 marca – Botho zu Eulenburg został premierem Prus.
- 14 maja – założono holenderski klub piłkarski Vitesse Arnhem.
- 15 maja – Giovanni Giolitti został premierem Włoch.
- 21 maja – w mediolańskim Teatro Dal Verme odbyła się premiera opery Pajace Ruggera Leoncavalla.
- 22 maja – w Göteborgu rozegrano pierwszy w historii Szwecji oficjalny mecz piłki nożnej (Örgryte IS-IS Lyckans Soldate 1:0).
- 23 maja – w Syjamie (obecnie Tajlandia) otwarto pierwszy odcinek kolei (Bangkok-Ayutthaya).
- 24 maja – w Kownie uruchomiono pierwszą linię tramwaju konnego.
- 26 maja – zwodowano brytyjski transatlantyk SS „Naronic”.
- 31 maja – w wyniku pożaru w kopalni Marie koło czeskiego miasta Przybram zginęło 319 górników.
- 13 czerwca – w Kijowie uruchomiono pierwszą linię tramwaju elektrycznego.
- 25 czerwca – w Turynie założono Międzynarodową Federację Wioślarską.
- 8 lipca – pożar zniszczył Saint John’s na Nowej Fundlandii.
- 25 lipca – założono klub piłkarski Hertha BSC.
- 17 sierpnia – Francja i Rosja zawarły sojusz wojskowy zwany „dwuporozumieniem”, zalążek późniejszej ententy.
- 9 września – amerykański astronom Edward Emerson Barnard odkrył księżyc Jowisza Amalteę.
- 5 października – w trakcie strzelaniny po napadzie na bank w Coffeyville w stanie Kansas, zginęli wszyscy, oprócz jednego, członkowie gangu Daltonów.
- 26 października – wodowanie statku Fram, który służył w wyprawach arktycznych i antarktycznych Fridtjofowi Nansenowi, Ottonowi Sverdrupowi i Roaldowi Amundsenowi.
- 31 października – Arthur Conan Doyle wydał zbiór opowiadań Przygody Sherlocka Holmesa.
- 8 listopada – Dania: wykonano ostatni wyrok śmierci.
- 17–23 listopada – odbył się zjazd polskich socjalistów w Paryżu. Uchwalono program Polskiej Partii Socjalistycznej.
- 23 listopada – francuski astronom Auguste Charlois odkrył planetoidę Tercidina.
- 9 grudnia – francuski astronom Auguste Charlois odkrył planetoidę Dembowska.
- 18 grudnia – w Petersburgu odbyła się premiera baletu Dziadek do orzechów z muzyką Piotra Czajkowskiego.
- 22 grudnia – powstał klub sportowy Newcastle United.
- Początek prac wykopaliskowych w Delfach.
- W Charlottenburgu rozegrano pierwszy bieg sztafetowy 4 × 100 m (zamiast pałeczki stosowano klepnięcie poniżej pleców).
- W Falun odbyły się pierwsze zawody w rzucie oszczepem.
- Brytyjczyk Cecil Lee jako pierwszy lekkoatleta przebiegł 100 m w czasie poniżej 11 s (jego wynik: 10,8 s).

## Urodzili się
- 1 stycznia:
  - Artur Rodziński, polski dyrygent (zm. 1958)
  - Manuel Roxas, filipiński polityk, prezydent Filipin (zm. 1948)
- 2 stycznia:
  - Edoardo Agnelli, włoski przemysłowiec, działacz sportowy (zm. 1935)
  - Seiichirō Kashio, japoński tenisista (zm. 1962)
  - Zoltán Meszlényi, węgierski biskup katolicki, męczennik, błogosławiony (zm. 1951)
- 3 stycznia – John Ronald Reuel Tolkien, angielski filolog i pisarz fantasy, autor m.in. Hobbita, Władcy Pierścieni i Silmarillionu (zm. 1973)
- 4 stycznia – Roscoe Sarles, amerykański kierowca wyścigowy (zm. 1922)
- 5 stycznia – Agnes von Kurowsky, amerykańska pielęgniarka (zm. 1984)
- 6 stycznia:
  - Ludwig Berger(inne języki), niemiecki reżyser filmowy (zm. 1969)
  - Adam Stankiewicz, białoruski duchowny katolicki, pisarz (zm. 1949)
- 8 stycznia – Józef Banek, polski księgowy, agent AK, Sprawiedliwy wśród Narodów Świata (zm. 1985)
- 9 stycznia – Eva Kelly Bowring, amerykańska polityk, senator ze stanu Nebraska (zm. 1985)
- 10 stycznia:
  - Alma Holland Beers, amerykańska botanik, mykolog (zm. 1974)
  - Melchior Wańkowicz, polski pisarz, dziennikarz, reportażysta, publicysta (zm. 1974)
- 13 stycznia:
  - Ermanno Aebi, włoski piłkarz (zm. 1976)
  - Antoni Górszczyk, polski etnograf, historyk, nauczyciel (zm. 1980)
  - Mikołaj (Jaruszewicz), rosyjski biskup prawosławny (zm. 1961)
  - Ryszard Mańka, polski oficer, powstaniec śląski (zm. 1940)
- 14 stycznia:
  - Attilio Marinoni, włoski kierowca wyścigowy (zm. 1940)
  - Martin Niemöller, niemiecki pastor luterański, teolog i działacz antynazistowski (zm. 1984)
  - Hal Roach, amerykański reżyser i producent filmowy (zm. 1992)
  - Gustaw Różycki, polski inżynier, wynalazca (zm. 1975)
- 15 stycznia:
  - William Beaudine, amerykański aktor, reżyser i scenarzysta filmowy (zm. 1970)
  - Rex Ingram, amerykański reżyser filmowy (zm. 1950)
- 16 stycznia – Antoni Owsionka, polski major łączności, prawnik, uczestnik powstania warszawskiego (zm. 1944)
- 18 stycznia:
  - Oliver Hardy, amerykański aktor, komik z duetu Flipa i Flapa (zm. 1957)
  - Gustaw Pilecki, polski malarz, konserwator obrazów (zm. 1982)
  - Paul Rostock, niemiecki chirurg, zbrodniarz wojenny (zm. 1956)
  - Fryderyk Tadanier, polski architekt pochodzenia żydowskiego (zm. 1960)
- 19 stycznia:
  - Mady Christians, austriacko-amerykańska aktorka (zm. 1951)
  - Ólafur Thors, islandzki polityk, premier Królestwa Islandii (zm. 1964)
  - B.P. Schulberg, amerykański producent i scenarzysta filmowy pochodzenia żydowskiego (zm. 1957)
- 20 stycznia:
  - Jan Schramm, polski kupiec, major Wojska Polskiego, kawaler Virtuti Militari (zm. po 1939)
  - Bronisław Taraszkiewicz, białoruski językoznawca, tłumacz, działacz społeczny, polityk, poseł na Sejm RP (zm. 1938)
- 21 stycznia:
  - Eugeniusz (Kobranow), rosyjski biskup i święty prawosławny (zm. 1937)
  - Feliks Przesmycki, polski bakteriolog, wirusolog, wykładowca akademicki (zm. 1974)
- 22 stycznia:
  - Marcel Dassault, francuski konstruktor lotniczy (zm. 1986)
  - Anna Walewska, polska rzeźbiarka, aktorka oraz śpiewaczka operowa i operetkowa (zm. 1977)
- 23 stycznia – Franciszek Dyzert, polski stolarz, działacz śpiewaczy (zm. 1945)
- 24 stycznia:
  - Franz Aigner, austriacki sztangista (zm. 1970)
  - Kazimierz Nizieński, polski major piechoty, uczestnik podziemia antykomunistycznego (zm. 1952)
  - Sylwester Stachiewicz, major intendent Wojska Polskiego (zm. 1940)
  - Arkadij Szwiecow, rosyjski konstruktor silników lotniczych (zm. 1953)
- 25 stycznia:
  - Kornel Bogotko, polski oficer, kawaler Virtuti Militari (zm. 1960)
  - Jan Gawroński, polski pisarz, polityk, poseł na Sejm RP, dyplomata (zm. 1983)
  - Paweł Gettel, polski działacz społeczny i samorządowy, prezydent Kielc (zm. 1974)
  - Wilhelm Mommsen, niemiecki historyk, wykładowca akademicki (zm. 1966)
  - Takeo Takagi, japoński admirał (zm. 1944)
- 26 stycznia – Bessie Coleman, amerykańska pilotka, działaczka społeczna (zm. 1926)
- 27 stycznia:
  - Zygmunt Łakiński, polski generał brygady (zm. 1961)
  - Elżbieta Franciszka Toskańska, arcyksiężniczka Austrii i Toskanii (zm. 1930)
- 28 stycznia:
  - Augusto Genina(inne języki), włoski reżyser filmowy (zm. 1957)
  - Karol Korytowski, polski kontradmirał (zm. 1966)
  - Ernst Lubitsch, niemiecko-amerykański reżyser filmowy pochodzenia żydowskiego (zm. 1947)
  - Iwan Tiuleniew, radziecki generał (zm. 1978)
  - Władysław Zalewski, polski konstruktor lotniczy (zm. 1977)
- 29 stycznia:
  - Clifford Grey, amerykański bobsleista (zm. 1968)
  - Gyula Moravcsik, węgierski historyk, bizantynolog, mediewista (zm. 1972)
- 31 stycznia:
  - Heinrich Bongartz, niemiecki pilot wojskowy, as myśliwski (zm. 1946)
  - Eddie Cantor, amerykański aktor, piosenkarz pochodzenia żydowskiego (zm. 1964)
  - Stanisław Sedlaczek, polski pedagog, harcmistrz (zm. 1941)
  - Józef Felicjan Sułkowski, polski prawnik (zm. 1968)
- 1 lutego – Stanisław Guzicki, inżynier mechanik, profesor Politechniki Śląskiej, działacz komunistyczny (zm. 1976)
- 2 lutego:
  - Stanisław Grolicki, polski aktor (zm. 1947)
  - Cuno Hoffmeister, niemiecki astronom (zm. 1968)
- 3 lutego:
  - Wacław Brzozowski, polski major artylerii (zm. 1970)
  - Juan Negrín, hiszpański polityk, premier Hiszpanii (zm. 1956)
- 4 lutego:
  - Ugo Betti, włoski prozaik, poeta (zm. 1953)
  - Anna Lisa Małachowska, polsko-szwedzka malarka i działaczka społeczna (zm. 1944)
  - Andreu Nin, hiszpański dziennikarz, komunista, rewolucjonista (zm. 1937)
- 5 lutego:
  - Lazar Fuks, polski dziennikarz pochodzenia żydowskiego (zm. 1935)
  - Elizabeth Ryan, amerykańska tenisistka (zm. 1979)
- 6 lutego:
  - John Carden, brytyjski konstruktor broni pancernej (zm. 1935)
  - William Murphy, amerykański lekarz, laureat Nagrody Nobla (zm. 1987)
- 7 lutego:
  - Guido Boni, włoski gimnastyk (zm. 1956)
  - Karel Opočensky(inne języki), czechosłowacki szachista (zm. 1975)
  - Jan Smeterlin, polski pianista (zm. 1967)
- 8 lutego:
  - Luigi Bartolini(inne języki), włoski malarz, pisarz (zm. 1963)
  - Janusz Strachocki, polski aktor, reżyser teatralny (zm. 1967)
- 9 lutego:
  - Rozalia Narloch, kaszubska poetka, działaczka społeczna (zm. 1961)
  - Fiodor Raskolnikow, radziecki dowódca wojskowy, dyplomata, polityk (zm. 1939)
  - Peggy Wood, amerykańska aktorka (zm. 1978)
- 10 lutego:
  - Alan Hale Sr., amerykański aktor, reżyser (zm. 1950)
  - Christian Staib, norweski żeglarz, medalista olimpijski (zm. 1956)
- 11 lutego:
  - Max Alfthan, fiński żeglarz, medalista olimpijski (zm. 1960)
  - Teodor Chmielowski, major artylerii Wojska Polskiego, działacz niepodległościowy, kawaler Orderu Virtuti Militari (zm. 1920)
  - Włodzisław Ziembiński, polski aktor, reżyser teatralny (zm. 1966)
- 12 lutego:
  - Velibor Jonić, serbski polityk, kolaborant (zm. 1946)
  - Theodor Plievier, niemiecki anarchista, pisarz (zm. 1955)
  - Aniela Szlemińska, polska śpiewaczka operowa (sopran), pedagog (zm. 1964)
- 13 lutego:
  - Robert Houghwout Jackson, amerykański prawnik (zm. 1954)
  - Marija Łytwynenko-Wohlgemuth, ukraińska śpiewaczka operowa (sopran) (zm. 1966)
  - Zygmunt Załęski, polski działacz ludowy, polityk, poseł na Sejm PRL (zm. 1966)
- 14 lutego:
  - Janusz Albrecht, polski pułkownik dyplomowany kawalerii (zm. 1941)
  - Piotr Baranowski, rosyjski architekt, konserwator zabytków (zm. 1984)
  - Maria Marevna, rosyjska malarka pochodzenia polskiego (zm. 1984)
  - Tadeusz Pełczyński, polski generał brygady (zm. 1985)
- 15 lutego:
  - Ida Braunerówna, polska rzeźbiarka, malarka, grafik pochodzenia żydowskiego (zm. 1949)
  - James Forrestal, amerykański polityk (zm. 1949)
- 18 lutego – Wendell Willkie, amerykański polityk (zm. 1944)
- 19 lutego:
  - Jan Koźmiński, polski malarz, ilustrator (zm. 1940)
  - Tadija Sondermajer, jugosłowiański pilot wojskowy i cywilny, inżynier lotnictwa (zm. 1967)
- 21 lutego – Franciszek Szymczyk, polski kolarz torowy, działacz sportowy (zm. 1976)
- 22 lutego – Edna St. Vincent Millay, amerykańska poetka, dramaturg (zm. 1950)
- 24 lutego:
  - Konstantin Fiedin, rosyjski pisarz (zm. 1977)
  - Karl Herzfeld, austriacko-amerykański fizyk (zm. 1978)
- 26 lutego – Julian Ejsmond, polski pisarz i poeta (zm. 1930)
- 27 lutego:
  - William Demarest, amerykański aktor (zm. 1983)
  - Hellmut Ritter, niemiecki orientalista, wykładowca akademicki, tłumacz (zm. 1971)
- 28 lutego:
  - Heihachirō Fukuda, japoński malarz (zm. 1974)
  - Roman Odzierzyński, polski generał brygady, polityk, premier RP na uchodźstwie (zm. 1975)
- 29 lutego:
  - Vilmos Apor, węgierski duchowny katolicki, biskup Győru, męczennik, błogosławiony (zm. 1945)
  - Adam Mitscha, polski kompozytor, muzykolog, pedagog (zm. 1992)
- 1 marca:
  - Ryūnosuke Akutagawa, japoński poeta, prozaik (zm. 1927)
  - Eugeniusz Artwiński, polski psychiatra, neurolog, wykładowca akademicki (zm. 1944)
- 2 marca – Adam Tarnowski, polski dyplomata, polityk (zm. 1956)
- 4 marca – Gunnar Asther, szwedzki żeglarz, medalista olimpijski (zm. 1974)
- 5 marca – Tadeusz Jankowski, polski prawnik, publicysta, dyplomata (zm. 1964)
- 6 marca:
  - Iwan Czmoła, ukraiński działacz społeczny i wojskowy (zm. 1941)
  - Edward Dzierżykraj-Morawski, polski ziemianin, dyplomata, polityk, senator RP (zm. 1961)
  - Maria Uhden, niemiecka malarka, grafik (zm. 1918)
- 7 marca – Maria Niklewiczowa, polska pisarka, autorka podręczników (zm. 1985)
- 8 marca:
  - Alaksandr Czarwiakou, białoruski polityk komunistyczny (zm. 1937)
  - Omer Demeuldre, francuski pilot wojskowy, as myśliwski (zm. 1918)
  - Władysław Horyd, kapitan piechoty Wojska Polskiego (zm. 1937)
  - Juana de Ibarbourou, urugwajska poetka (zm. 1979)
  - Charles Willoughby, amerykański generał major (zm. 1972)
- 9 marca:
  - Vita Sackville-West, angielska poetka, pisarka, ogrodniczka (zm. 1962)
  - Paul Suter, szwajcarski kolarz szosowy i torowy (zm. 1966)
  - Erich von Wedel, niemiecki pilot wojskowy, as myśliwski (zm. 1954)
- 10 marca:
  - Arthur Honegger, szwajcarski kompozytor (zm. 1955)
  - Gregory La Cava, amerykański reżyser i producent filmowy (zm. 1952)
- 11 marca:
  - Władysław Michejda, polski inżynier górnik, wykładowca akademicki (zm. 1952)
  - Marina Romanowa, księżniczka rosyjska (zm. 1981)
  - Tadeusz Tański, polski konstruktor samochodowy, inżynier mechanik, wynalazca (zm. 1941)
- 12 marca – Hamroqul Tursunqulov, radziecki polityk (zm. 1965)
- 13 marca – Alec Rowley, brytyjski kompozytor (zm. 1958)
- 14 marca:
  - Afrânio da Costa, brazylijski strzelec sportowy (zm. 1979)
  - Mátyás Rákosi, węgierski polityk komunistyczny (zm. 1971)
- 15 marca:
  - Józef Aumiller, polski medalier, rzeźbiarz (zm. 1963)
  - Charles Nungesser, francuski pilot wojskowy, as myśliwski (zm. 1927)
- 16 marca:
  - Adrian Brian, amerykański zapaśnik (zm. 1978)
  - Nikołaj Kondratiew, rosyjski ekonomista (zm. 1938)
  - César Vallejo, peruwiański poeta, prozaik, eseista (zm. 1938)
  - Marian Zyndram-Kościałkowski, polski polityk, wojewoda białostocki, prezydent Warszawy, minister spraw wewnętrznych, premier RP (zm. 1946)
- 17 marca – Aleksandra Beļcova, rosyjska i łotewska malarka (zm. 1981)
- 18 marca – Edith Storey, amerykańska aktorka (zm. 1967)
- 19 marca – Józef Steinhof, polski działacz ruchu ludowego, polityk, poseł na Sejm RP (zm. 1943)
- 20 marca:
  - Ludwig Crüwell, niemiecki generał (zm. 1958)
  - Vincenzo Cuccia, włoski szermierz (zm. 1979)
  - Jerzy Bohdan Rychliński, polski prozaik marynista, tłumacz, sędzia Sądu Najwyższego (zm. 1974)
- 21 marca:
  - Aleksandr Małyszkin, rosyjski pisarz (zm. 1938)
  - Ettore Ovazza, włoski bankier, wydawca, działacz faszystowski pochodzenia żydowskiego (zm. 1943)
- 22 marca – Johannes Frießner, niemiecki generał pułkownik (zm. 1971)
- 23 marca:
  - Matylda Chorzelska, polska działaczka niepodległościowa i farmaceutka (zm. 1943)
  - Otton Laskowski, polski major, historyk wojskowości (zm. 1953)
  - Walter Krüger, niemiecki generał (zm. 1973)
  - Lev Prchala, czeski generał (zm. 1963)
  - Antoni Marian Rusiecki, polski matematyk (zm. 1956)
- 24 marca – Kōsō Abe, japoński wiceadmirał, zbrodniarz wojenny (zm. 1947)
- 25 marca:
  - Andy Clyde, szkocki aktor (zm. 1967)
  - Abraham Kupchik, amerykański szachista pochodzenia żydowskiego (zm. 1970)
- 26 marca – Andrzej Chramiec, polski podpułkownik pilot inżynier (zm. 1985)
- 27 marca – Ferde Grofé(inne języki), amerykański kompozytor, pianista, aranżer (zm. 1972)
- 28 marca:
  - Stanisław Dąbek, polski pułkownik, dowódca Lądowej Obrony Wybrzeża podczas kampanii wrześniowej (zm. 1939)
  - Gustave Ganay, francuski kolarz szosowy i torowy (zm. 1926)
  - Rudolf Gundlach, polski major, inżynier, konstruktor, wynalazca (zm. 1957)
  - Corneille Heymans, belgijski fizjolog, laureat Nagrody Nobla (zm. 1968)
- 29 marca – József Mindszenty, węgierski duchowny katolicki, arcybiskup Ostrzyhomia, prymas Węgier, kardynał, Sługa Boży (zm. 1975)
- 30 marca:
  - Stefan Banach, polski matematyk, wykładowca akademicki (zm. 1945)
  - Fortunato Depero, włoski malarz, rzeźbiarz, pisarz, projektant (zm. 1960)
  - Erhard Milch, niemiecki pilot wojskowy i cywilny, feldmarszałek (zm. 1972)
  - Erwin Panofsky, niemiecki historyk sztuki, eseista pochodzenia żydowskiego (zm. 1968)
  - Sidney Souers, amerykański admirał (zm. 1973)
  - Bolesław Zając, polski oficer (zm. 1940)
- 31 marca:
  - Stanisław Maczek, polski generał, dowódca 10 Brygady Kawalerii podczas kampanii wrześniowej, dowódca 1 Dywizji Pancernej walczącej na froncie zachodnim i 1 Korpusu Polskiego (zm. 1994)
  - Primo Magnani, włoski kolarz torowy i szosowy (zm. 1969)
- 1 kwietnia:
  - Władysław Godik, polski piosenkarz, aktor, reżyser pochodzenia żydowskiego (zm. 1952)
  - Gustaw Paszkiewicz, polski generał dywizji (zm. 1955)
- 3 kwietnia – Hans Rademacher, amerykański matematyk, wykładowca akademicki pochodzenia niemieckiego (zm. 1969)
- 4 kwietnia:
  - Jim Goodchild, angielski piłkarz (zm. 1950)
  - Karl Wilhelm Reinmuth, niemiecki astronom (zm. 1979)
  - Edith Södergran, fińska poetka (zm. 1923)
- 5 kwietnia – Hans von Keudell, niemiecki pilot wojskowy, as myśliwski (zm. 1917)
- 6 kwietnia:
  - Donald Douglas, amerykański przedsiębiorca (zm. 1981)
  - Mateusz Gliński, polsko-kanadyjski kompozytor, dyrygent, publicysta muzyczny (zm. 1976)
  - Leon Stanisław Pinecki, polski zapaśnik (zm. 1949)
  - Lowell Thomas, amerykański pisarz, dziennikarz, prezenter radiowo-telewizyjny (zm. 1981)
- 8 kwietnia:
  - Rose McConnell Long, amerykańska polityk, senator ze stanu Luizjana (zm. 1970)
  - Mary Pickford, amerykańska aktorka filmowa, gwiazda kina niemego (zm. 1979)
- 10 kwietnia:
  - Wacław Długosz, polski polityk, poseł na Sejm RP, wicemarszałek Sejmu (zm. 1967)
  - Naoki Hoshino, japoński urzędnik państwowy, polityk, zbrodniarz wojenny (zm. 1978)
  - Cyril Seedhouse, brytyjski lekkoatleta, sprinter (zm. 1966)
  - Harry Segall, amerykański scenarzysta filmowy (zm. 1975)
  - Mimi Sodré, brazylijski piłkarz (zm. 1982)
- 11 kwietnia – Roman Gineyko, polski malarz (zm. 1955)
- 12 kwietnia:
  - Henry Darger, amerykański malarz, pisarz (zm. 1973)
  - Johnny Dodds, amerykański muzyk jazzowy (zm. 1940)
  - Gieorgij Grebner, radziecki scenarzysta filmowy (zm. 1954)
- 13 kwietnia:
  - Helena Dłuska, polska taterniczka (zm. 1921)
  - Arthur Harris, brytyjski marszałek lotnictwa (zm. 1984)
  - Robert Watson-Watt, szkocki inżynier, wynalazca radaru (zm. 1973)
- 14 kwietnia:
  - Vere Gordon Childe, australijski archeolog, antropolog kultury (zm. 1957)
  - Zygmunt Choromański, polski duchowny katolicki, biskup pomocniczy warszawski (zm. 1968)
  - Claire Windsor(inne języki), amerykańska aktorka (zm. 1972)
- 15 kwietnia:
  - Joseph-Charles Lefèbvre, francuski duchowny katolicki, arcybiskup Bourges, kardynał (zm. 1973)
  - Theo Osterkamp, niemiecki pilot wojskowy i sportowy, as myśliwski (zm. 1975)
  - Cesare Zerba, włoski kardynał (zm. 1973)
- 16 kwietnia – George Chaney, amerykański bokser (zm. 1958)
- 17 kwietnia – Józef Kaczkowski, polski działacz samorządowy, prezydent Dąbrowy Górniczej, prezydent Sosnowca (zm. 1954)
- 18 kwietnia:
  - Bolesław Bierut, polski działacz komunistyczny, agent NKWD, polityk, prezydent KRN, prezydent Polski, premier Polski, I sekretarz KC PPR, I sekretarz KC PZPR (zm. 1956)
  - Christo Michajłow, bułgarski działacz komunistyczny (zm. 1944)
- 19 kwietnia:
  - Gieorgij Adamowicz, rosyjski poeta, krytyk literacki pochodzenia polskiego (zm. 1972)
  - Kajetan Dzierżykraj-Morawski, polski pisarz, dyplomata, polityk, minister spraw zagranicznych (zm. 1973)
  - Harry Sørensen, duński gimnastyk (zm. 1963)
  - Grigorij Szajn, radziecki astronom (zm. 1956)
  - Germaine Tailleferre, francuska kompozytorka (zm. 1983)
  - Hans Weiss, niemiecki pilot wojskowy, as myśliwski (zm. 1918)
- 20 kwietnia – Euan Wallace, brytyjski polityk (zm. 1941)
- 21 kwietnia:
  - Tadeusz Ciecierski, polski oficer, kawaler Orderu Virtuti Militari (zm. 1965)
  - Walter Wessel, niemiecki generał (zm. 1943)
- 22 kwietnia – Jan Gella, polski pisarz, tłumacz (zm. 1923)
- 23 kwietnia – Richard Huelsenbeck, niemiecki psychoanalityk (zm. 1974)
- 24 kwietnia:
  - Ludwik Bittner, polski generał brygady (zm. 1960)
  - Luigi Costigliolo, włoski gimnastyk (zm. 1939)
- 27 kwietnia:
  - Spas Duparinow, bułgarski prawnik, dyplomata, polityk (zm. 1923)
  - Raizō Tanaka, japoński wiceadmirał (zm. 1969)
- 28 kwietnia:
  - Albin Dziekoński, polski poeta (zm. 1940?)
  - John Jacob Niles, amerykański piosenkarz, kompozytor (zm. 1980)
- 2 maja – Manfred von Richthofen, pruski arystokrata, pułkownik lotnictwa, as myśliwski z I wojny światowej (zm. 1918)
- 3 maja:
  - Stanisław Mertens, polski, białoruski i radziecki działacz komunistyczny (zm. 1937)
  - George Thomson, brytyjski fizyk, laureat Nagrody Nobla (zm. 1975)
  - Jacob Viner, amerykański ekonomista pochodzenia kanadyjskiego (zm. 1970)
  - Alaksandr Walkowicz, białoruski polityk (zm. 1937)
- 4 maja – Otto Rosenfeld, niemiecki pilot wojskowy, as myśliwski (zm. 1918)
- 5 maja:
  - Dorothy Garrod, brytyjska archeolog (zm. 1968)
  - Antoni Perulles Estivill, hiszpański duchowny katolicki, męczennik, błogosławiony (zm. 1936)
  - Robert Sénéchal, francuski kierowca wyścigowy (zm. 1985)
  - Władysław Sokołowski, polski prawnik, dyplomata (zm. 1963)
- 6 maja:
  - Edward FitzGerald, brytyjski arystokrata pochodzenia irlandzkiego (zm. 1976)
  - Juliusz Łukasiewicz, polski dyplomata (zm. 1951)
- 7 maja:
  - Archibald MacLeish, amerykański poeta, dramaturg (zm. 1982)
  - Ivan Šubašić, chorwacki i jugosłowiański polityk, premier emigracyjnego rządu Jugosławii, ostatni ban Chorwacji (zm. 1955)
  - Josip Broz Tito, jugosłowiański wojskowy, polityk, premier i prezydent Jugosławii (zm. 1980)
- 8 maja:
  - André Obey, francuski pisarz, dramaturg (zm. 1975)
  - Joseph Pearman, amerykański lekkoatleta, chodziarz (zm. 1961)
  - Stanisław Sosabowski, polski dowódca wojskowy, generał, dowódca 1 Samodzielnej Brygady Spadochronowej (zm. 1967)
- 9 maja:
  - Percival Bailey, amerykański neurochirurg, neuropatolog, psychiatra (zm. 1973)
  - Zyta Burbon-Parmeńska, cesarzowa Austrii (zm. 1989)
  - Ștefan Foriș, rumuński polityk komunistyczny pochodzenia węgierskiego (zm. 1946)
  - Marek Szwarc, polski malarz, rzeźbiarz pochodzenia żydowskiego (zm. 1958)
- 10 maja:
  - Marian Chilewski, polski oficer, kawaler Virtuti Militari (zm. 1939)
  - Witold Elektorowicz, polski śpiewak, kompozytor, aktor (zm. 1968)
  - Antoni Poznański, polski piłkarz, kapitan pilot (zm. 1921)
- 11 maja:
  - Maria Mayen, austriacka aktorka (zm. 1978)
  - Margaret Rutherford, brytyjska aktorka (zm. 1972)
  - Johannes Vincke, niemiecki duchowny i teolog katolicki (zm. 1975)
- 12 maja – Fritz Kortner, austriacki aktor, reżyser teatralny (zm. 1970)
- 14 maja:
  - Arthur Lourié, rosyjski kompozytor (zm. 1966)
  - Kaarlo Mäkinen, fiński zapaśnik (zm. 1980)
- 15 maja:
  - Zdzisław Józef Czendefu, polski szeregowy pochodzenia chińskiego (zm. 1978)
  - Frantz Heldenstein, luksemburski rzeźbiarz (zm. 1975)
  - Jimmy Wilde, walijski bokser (zm. 1969)
- 16 maja:
  - Richard Byrd, amerykański wszechstronny lekkoatleta (zm. 1958)
  - Dietrich von Saucken, niemiecki generał wojsk pancernych (zm. 1980)
- 17 maja:
  - Frederick M. Jones, amerykański wynalazca (zm. 1961)
  - Stanisław Redens, radziecki polityk, komisarz bezpieczeństwa państwowego I rangi pochodzenia polskiego (zm. 1940)
  - Sakubei Yamamoto, japoński górnik, malarz, rysownik (zm. 1984)
- 18 maja:
  - Emilio Esteban Infantes, hiszpański generał (zm. 1962)
  - Ezio Pinza, włoski śpiewak operowy (bas), aktor (zm. 1957)
- 20 maja:
  - Harry Anslinger, amerykański urzędnik państwowy pochodzenia szwajcarsko-niemieckiego (zm. 1975)
  - Feliks Woytkowski, polski zoolog, podróżnik (zm. 1966)
- 21 maja:
  - John Peale Bishop, amerykański poeta (zm. 1944)
  - Gottlieb Söhngen, niemiecki duchowny katolicki, teolog, filozof (zm. 1971)
- 22 maja:
  - Gladys Anslow, amerykańska fizyk, wykładowczyni akademicka (zm. 1969)
  - Hans Gollnick, niemiecki generał (zm. 1970)
  - Jerzy Misiński, polski kapitan administracji, lekkoatleta, działacz i dziennikarz sportowy, prezes PZLA (zm. 1944)
  - Konstanty Strawiński, polski zoolog, entomolog, wykładowca akademicki (zm. 1966)
- 23 maja:
  - Albert Spencer, brytyjski arystokrata (zm. 1975)
  - Władysław Ziętkiewicz, pułkownik piechoty Wojska Polskiego, taternik, działacz narciarski i pionier narciarstwa wysokogórskiego (zm. 1940)
- 25 maja:
  - Kurt Dresel, niemiecko-amerykański lekarz (zm. 1951)
  - Heinrich Tischler, niemiecki malarz, grafik, architekt wnętrz (zm. 1938)
- 26 maja – Juliusz Dreszer, polski rotmistrz rezerwy, adwokat (zm. 1937)
- 27 maja – Chan Nak, kambodżański prawnik, urzędnik, polityk, premier Kambodży (zm. 1954)
- 28 maja:
  - Josef Dietrich, SS-Oberstgruppenführer i generał pułkownik Waffen-SS, zbrodniarz wojenny (zm. 1966)
  - Antoni Korcik, polski duchowny katolicki, filozof, historyk logiki (zm. 1969)
- 29 maja:
  - Max Brand, amerykański pisarz, dziennikarz (zm. 1944)
  - Alfonsina Storni, argentyńska poetka (zm. 1938)
- 30 maja:
  - Georges Kaeckenbeeck, belgijski prawnik, polityk (zm. 1973)
  - Konstantin Ostrowitianow, radziecki ekonomista, polityk (zm. 1969)
  - Bohdan Świderski, polski geolog (zm. 1943)
- 31 maja:
  - Hambarcum Beknazarian, ormiański aktor, reżyser i scenarzysta filmowy (zm. 1965)
  - Michel Kikoïne, białorusko-francuski malarz pochodzenia żydowskiego (zm. 1968)
  - Stefan Litauer, polski dziennikarz pochodzenia żydowskiego (zm. 1959)
  - Konstantin Paustowski, rosyjski pisarz (zm. 1968)
  - Andreas Rohracher, austriacki duchowny katolicki, biskup pomocniczy Gurk i arcybiskup Salzburga (zm. 1976)
  - Gregor Strasser, niemiecki działacz nazistowski (zm. 1934)
- 1 czerwca:
  - Amanullah Chan, król Afganistanu (zm. 1960)
  - Harry Mallin, brytyjski bokser (zm. 1969)
  - Píndaro, brazylijski piłkarz, trener (zm. 1965)
- 2 czerwca:
  - James Fitzpatrick, amerykański rugbysta, medalista olimpijski (zm. 1973)
  - Theodore B. Werner, amerykański polityk (zm. 1989)
- 3 czerwca:
  - Leo Gerstenzang, amerykański wynalazca pochodzenia żydowskiego (zm. 1973)
  - Ben-Cijjon Harel, izraelski lekarz, chemik, polityk (zm. 1972)
- 4 czerwca – Antoni Kordowski, polski prawnik, polityk, poseł na Sejm RP (zm. 1942)
- 5 czerwca:
  - Siergiej Buzdalin, radziecki polityk (zm. 1937)
  - Jaan Kikkas, estoński sztangista (zm. 1944)
- 6 czerwca:
  - Leon Kozłowski, polski archeolog i polityk, premier rządu II RP (zm. 1944)
  - Czesław Szyndler, pułkownik uzbrojenia Wojska Polskiego, kawaler Virtuti Militari (zm. 1950)
- 7 czerwca:
  - Kevin O’Higgins, irlandzki polityk (zm. 1927)
  - Carlos Villarías, hiszpański aktor (zm. 1976)
- 8 czerwca – Giuseppe Campari, włoski śpiewak operowy, kierowca wyścigowy (zm. 1933)
- 10 czerwca – Henry Macintosh, brytyjski lekkoatleta, sprinter (zm. 1918)
- 11 czerwca – Władysław Królikowski, polski podpułkownik (zm. 1940)
- 12 czerwca:
  - Djuna Barnes, amerykańska pisarka (zm. 1982)
  - Philip Inman, brytyjski arystokrata, polityk (zm. 1979)
  - Ferdinand Schörner, niemiecki feldmarszałek (zm. 1973)
- 13 czerwca – Basil Rathbone, amerykański aktor (zm. 1967)
- 15 czerwca – Keith Park, nowozelandzki pilot wojskowy, as myśliwski (zm. 1975)
- 17 czerwca – Ronald Rawson, brytyjski bokser (zm. 1952)
- 18 czerwca – Edward Steuermann, amerykański pianista, pedagog i kompozytor pochodzenia żydowskiego (zm. 1964)
- 19 czerwca – Alojzy Wojtalewicz, polski urzędnik, działacz narodowy (zm. 1942)[1]
- 20 czerwca – Alois Vicherek, czeski generał pilot (zm. 1956)
- 21 czerwca:
  - Abram Bombel, polski lekarz wojskowy, podporucznik pochodzenia żydowskiego (zm. 1940)
  - Nikołaj Gorbunow, radziecki chemik, polityk (zm. 1938)
  - Reinhold Niebuhr, amerykański duchowny protestancki, teolog, filozof kultury (zm. 1971)
- 22 czerwca:
  - Valerio Arri, włoski lekkoatleta, długodystansowiec (zm. 1970)
  - Robert von Greim, niemiecki feldmarszałek, dowódca Luftwaffe (zm. 1945)
- 23 czerwca:
  - Mieczysław Horszowski, polski pianista (zm. 1993)
  - Abel Kiviat, amerykański lekkoatleta, średniodystansowiec pochodzenia żydowskiego (zm. 1991)
  - João de Souza Mendes, brazylijski lekarz, szachista (zm. 1969)
- 24 czerwca:
  - Gregor Ebner, niemiecki funkcjonariusz nazistowski, lekarz, zbrodniarz wojenny (zm. 1974)
  - Jan Stepa, polski duchowny katolicki, biskup tarnowski (zm. 1959)
- 25 czerwca:
  - Shirō Ishii, japoński lekarz, mikrobiolog, zbrodniarz wojenny, dowódca jednostki 731 (zm. 1959)
  - Samuel Zachary Orgel, amerykański pediatra, psychoanalityk (zm. 1982)
- 26 czerwca:
  - Pearl S. Buck, amerykańska pisarka, laureatka Nagrody Nobla (zm. 1973)
  - (lub 29 czerwca) Stefan Norblin, polski artysta plastyk, malarz, karykaturzysta, ilustrator, plakacista, projektant wnętrz, architektury i mody (zm. 1952)
- 27 czerwca:
  - Hellmuth Eisenstuck, niemiecki generał major (zm. 1959)
  - Jaroslav Krejčí, czechosłowacki prawnik, wykładowca akademicki, wydawca, publicysta, polityk, kolaborant (zm. 1956)
  - Władysław Michalski, polski pułkownik dyplomowany piechoty (zm. 1940)
  - Władysław Nadratowski, polski wioślarz (zm. 1985)
  - Greta Schröder, niemiecka aktorka (zm. 1980)
- 28 czerwca:
  - Frédéric Bremer, belgijski neurofizjolog, wykładowca akademicki (zm. 1982)
  - Edward Hallett Carr, brytyjski historyk, dziennikarz, teoretyk stosunków międzynarodowych, wykładowca akademicki (zm. 1982)
- 29 czerwca:
  - Paweł Budzik, polski major administracji (zm. 1939)
  - Józef Maliszewski, polski aktor (zm. 1972)
  - (lub 26 czerwca) Stefan Norblin, polski artysta plastyk, malarz, karykaturzysta, ilustrator, plakacista, projektant wnętrz, architektury i
- 30 czerwca:
  - Pierre Blanchar, francuski aktor (zm. 1963)
  - László Lajtha, węgierski kompozytor, dyrygent, etnomuzykolog (zm. 1963)
  - Stefan Pachnowski, polski prawnik, samorządowiec, prezydent Włocławka (zm. 1943)
  - Oswald Pohl, niemiecki funkcjonariusz nazistowski (zm. 1951)
  - Armand Swartenbroeks, belgijski piłkarz (zm. 1980)
  - Pál Szalay, węgierski lekkoatleta, piłkarz, trener (zm. ?)
- 1 lipca:
  - James M. Cain, amerykański pisarz, dziennikarz (zm. 1977)
  - Károly Csörsz, węgierski lekarz, genetyk (zm. 1935)
  - Albert Durant, belgijski pływak, waterpolista (zm. ?)
  - Jean Lurçat, francuski malarz, ceramik, ilustrator, artysta tkanin (zm. 1966)
- 4 lipca:
  - Julian Krzyżanowski, polski historyk literatury (zm. 1976)
  - Józef Putek, polski pisarz, doktor praw, działacz ruchu ludowego (zm. 1974)
- 6 lipca – Willy Coppens, belgijski pilot wojskowy, as myśliwski (zm. 1986)
- 7 lipca:
  - Menotti Jakobsson, szwedzki skoczek narciarski, kombinator norweski (zm. 1970)
  - Pawieł Korin, rosyjski malarz (zm. 1967)
  - Stanisław Woliński, polski aktor, śpiewak (zm. 1968)
- 8 lipca:
  - Richard Aldington, brytyjski pisarz, poeta, krytyk literacki (zm. 1962)
  - Dean O’Banion, amerykański gangster pochodzenia irlandzkiego (zm. 1924)
  - Jerzy Schoen-Wolski, polski kapitan (zm. 1940)
- 9 lipca:
  - Ryszard Byk, polski pianista wirtuoz pochodzenia żydowskiego (zm. po 1962)
  - Erik Herseth, norweski wojskowy, żeglarz, medalista olimpijski, śpiewak operowy (zm. 1993)
  - Maria Maykowska, polska filolog klasyczna, wykładowczyni akademicka (zm. 1967)
- 10 lipca:
  - August Güttinger, szwajcarski gimnastyk (zm. 1970)
  - Spessard Holland, amerykański polityk, senator ze stanu Floryda (zm. 1971)
- 11 lipca – Thomas Mitchell, amerykański aktor, scenarzysta filmowy (zm. 1962)
- 12 lipca:
  - Harry Piel, niemiecki aktor, reżyser filmowy (zm. 1963)
  - Bruno Schulz, polski prozaik, krytyk literacki, grafik, malarz i rysownik żydowskiego pochodzenia (zm. 1942)
- 14 lipca – Bertil Bothén, szwedzki żeglarz, olimpijczyk (zm. 1966)
- 15 lipca:
  - Józef Kołodziejczyk, polski krajoznawca, pedagog (zm. 1963)
  - Stefan Konieczniak, polski działacz komunistyczny (zm. 1968)
  - Erik Sætter-Lassen, duński strzelec sportowy (zm. 1966)
  - Włodzimierz Steyer, polski kontradmirał (zm. 1957)
- 16 lipca:
  - Michel Coiffard, francuski pilot wojskowy, as myśliwski (zm. 1918)
  - Stanisław Dąbrowski, polski malarz, grafik, historyk sztuki (zm. 1973)
  - Eugen Meindl, niemiecki generał (zm. 1951)
- 18 lipca:
  - Arthur Friedenreich, brazylijski piłkarz pochodzenia niemieckiego (zm. 1969)
  - John Jansson, szwedzki skoczek do wody (zm. 1943)
- 20 lipca:
  - Jan Henryk Jedynak, polski działacz ludowy, polityk, wicemarszałek Sejmu (zm. 1966)
  - Joseph Ritter, amerykański duchowny katolicki, arcybiskup Indianapolis i Saint Louis, kardynał (zm. 1967)
- 21 lipca – Renée Falconetti(inne języki), francuska aktorka (zm. 1946)
- 22 lipca:
  - Irvine Glennie, brytyjski admirał (zm. 1980)
  - Jack MacBryan, brytyjski krykiecista, hokeista na trawie (zm. 1983)
  - Arthur Seyss-Inquart, austriacki polityk nazistowski, gauleiter Austrii (zm. 1946)
- 23 lipca:
  - Erik Adlerz, szwedzki skoczek do wody (zm. 1975)
  - Władimir Klimow, radziecki generał major, inżynier, konstruktor silników lotniczych (zm. 1962)
  - Arvid Lindau, szwedzki patolog, bakteriolog (zm. 1958)
  - Stefan Rydel, polski działacz rolniczy i społeczny, polityk, senator RP (zm. 1975)
  - Haile Selassie I, cesarz Etiopii (zm. 1975)
- 24 lipca – Alice Ball, amerykańska chemiczka (zm. 1916)
- 25 lipca:
  - Otto Aust, szwedzki żeglarz, medalista olimpijski (zm. 1943)
  - Magnus Herseth, norweski wioślarz (zm. 1976)
  - Borys Oliwkow, radziecki chirurg weterynaryjny (zm. 1954)
- 26 lipca – Philipp Jarnach, niemiecki kompozytor pochodzenia francuskiego (zm. 1982)
- 27 lipca
  - Kathi Meyer-Baer, amerykańska muzykolog pochodzenia niemieckiego (zm. 1977)
  - Edward Niedzielski, polski oficer, kawaler Orderu Virtuti Militari (zm. ?)
- 28 lipca:
  - Joe E. Brown, amerykański aktor (zm. 1973)
  - Georges Madon, francuski pilot wojskowy, as myśliwski (zm. 1924)
- 29 lipca – William Powell, amerykański aktor (zm. 1984)
- 30 lipca – František Kopřiva, czeski zapaśnik (zm. ?)
- 31 lipca – Joseph Charbonneau, kanadyjski duchowny katolicki, arcybiskup Montrealu (zm. 1959)
- 2 sierpnia:
  - Władysław Medyński, polski kapitan lekarz rezerwy, psychiatra (zm. 1942)
  - Jack Warner, amerykański producent filmowy i przedsiębiorca, współzałożyciel wytwórni filmowej Warner Bros. (zm. 1978)
- 3 sierpnia – William Jeffrey, szkocki trener piłkarski (zm. 1966)
- 4 sierpnia – Antoni Bolesław Lewandowski, polski polityk, poseł na Sejm RP (zm. 1943)
- 5 sierpnia:
  - Paul Maltby, brytyjski wicemarszałek lotnictwa (zm. 1971)
  - Tadeusz Nartowski, polski malarz (zm. 1971)
  - Valentine Tessier(inne języki), francuska aktorka (zm. 1981)
- 6 sierpnia:
  - Paul Abramowski, polski historyk, muzealnik (zm. po 1944)
  - Kazimiera Iłłakowiczówna, polska poetka, pisarka, dramaturg, tłumaczka (zm. 1983)
  - Henryk Józewski, polski malarz, polityk (zm. 1981)
- 7 sierpnia – Stanisław Piro, polski major artylerii (zm. 1956)
- 8 sierpnia:
  - Wall Doxey, amerykański polityk, senator ze stanu Missisipi (zm. 1962)
  - Pichichi, hiszpański piłkarz (zm. 1922)
  - Stanisław Wolicki, polski malarz, aktor, reżyser, polityk, poseł na Sejm RP (zm. 1963)
- 9 sierpnia:
  - Karl Holzinger, amerykański psycholog, psychometra i statystyk (zm. 1954)
  - Shiyali Ramamrita Ranganathan, indyjski matematyk, bibliotekarz (zm. 1972)
- 11 sierpnia:
  - Władysław Anders, polski generał dywizji, polityk, Naczelny Wódz i Generalny Inspektor Sił Zbrojnych RP, następca prezydenta RP na uchodźstwie (zm. 1970)
  - Giuseppe Di Vittorio, włoski działacz komunistyczny i związkowy (zm. 1957)
  - Eiji Yoshikawa(inne języki), japoński pisarz (zm. 1962)
- 12 sierpnia:
  - Mariano Arrate, hiszpański piłkarz (zm. 1963)
  - Alfred Lunt, amerykański aktor (zm. 1977)
- 13 sierpnia – Siemion Dukielski, radziecki polityk pochodzenia żydowskiego (zm. 1960)
- 14 sierpnia:
  - Stefan Michalski, polski pułkownik piechoty (zm. 1939)
  - Stefan Szczepaniak, polski działacz polonijny, przewodniczący ZPwN (zm. 1964)
- 15 sierpnia:
  - Louis de Broglie, francuski książę, fizyk, laureat Nagrody Nobla w 1929 za odkrycie falowej natury elektronów (zm. 1987)
  - Gösta Lundqvist, szwedzki żeglarz, medalista olimpijski (zm. 1944)
- 17 sierpnia – Tamon Yamaguchi, japoński wiceadmirał (zm. 1942)
- 19 sierpnia:
  - Otto Fahr, niemiecki pływak (zm. 1969)
  - Edwin Holgate, kanadyjski malarz, ilustrator książek (zm. 1977)
- 20 sierpnia:
  - George Aiken, amerykański polityk, senator ze stanu Vermont (zm. 1984)
  - Stanisław Jaster, żołnierz Legionów Polskich, major WP, kawaler orderu Virtuti Militari (zm. 1942)
- 21 sierpnia:
  - Julie Moschelesová, czeska geograf pochodzenia żydowskiego (zm. 1956)
  - Adam Próchnik, polski działacz socjalistyczny, podporucznik rezerwy, historyk (zm. 1942)
  - Charles Vanel, francuski aktor (zm. 1989)
- 22 sierpnia:
  - Adam Sawczyński, polski pułkownik artylerii, historyk wojskowości (zm. 1975)
  - Stefan Zbrożyna, polski działacz niepodległościowy, polityk, prezydent Płocka (zm. 1971)
- 24 sierpnia:
  - Wanda Dobaczewska, polska pisarka, poetka, publicystka, autorka sztuk dla teatrów kukiełkowych, animatorka kultury (zm. 1980)
  - Anna Kokołowicz (Maria Rajmunda od Jezusa i Maryi), polska nazaretanka, męczennica, błogosławiona katolicka (zm. 1943)
- 25 sierpnia – Stepan Tudor, ukraiński prozaik, poeta, krytyk literacki, działacz społeczno-polityczny (zm. 1941)
- 26 sierpnia – Ruth Roland, amerykańska aktorka, producentka filmowa (zm. 1937)
- 28 sierpnia:
  - Stanisław Jarecki, polski działacz niepodległościowy, polityk, p.o. wojewody kieleckiego, wojewoda stanisławowski (zm. 1955)
  - Michał Teodor Mendys, polski historyk, mediewista, archiwista (zm. 1944)
- 29 sierpnia:
  - Karl Bauman, łotewski i radziecki polityk (zm. 1937)
  - Alexandre Koyré, francuski filozof pochodzenia rosyjskiego (zm. 1964)
- 30 sierpnia – Stefan Bagiński, polski histolog, embriolog (zm. 1969)
- 31 sierpnia:
  - Maria Aszerówna, polska literatka, tłumaczka, dziennikarka, działaczka społeczna i polityczna pochodzenia żydowskiego (zm. 1981)
  - Karol Musioł, polski inżynier górniczy, dyrektor kopalń (zm. 1967)
- 2 września:
  - Lazër Shantoja, albański duchowny katolicki, męczennik, błogosławiony (zm. 1945)
  - Frank Wilcoxon, amerykański statystyk i chemik (zm. 1965)
- 3 września:
  - Bronisław Fabian, polski kapitan obserwator pilot (zm. 1976)
  - Mykoła Kowałewski, ukraiński historyk, dziennikarz, polityk (zm. 1957)
- 4 września:
  - Sarmento de Beires, portugalski major, pionier lotnictwa, poeta (zm. 1974)
  - Darius Milhaud, francuski kompozytor pochodzenia żydowskiego (zm. 1974)
  - Helmuth Plessner, niemiecki filozof, socjolog pochodzenia żydowskiego (zm. 1985)
- 5 września:
  - Hugo Viktor Österman, fiński generał pochodzenia szwedzkiego (zm. 1975)
  - József Szigeti, amerykański skrzypek, pedagog pochodzenia węgierskiego (zm. 1973)
- 6 września:
  - Edward Victor Appleton, brytyjski fizyk, laureat Nagrody Nobla (zm. 1965)
  - Ludwik Wilczyński, major piechoty Wojska Polskiego, kawaler Virtuti Militari (zm. po 1945)
- 8 września – Huseyn Shaheed Suhrawardy, pakistański polityk, premier Pakistanu (zm. 1963)
- 9 września – Nils Westermark, szwedzki żeglarz, medalista olimpijski (zm. 1980)
- 10 września:
  - Arthur Compton, amerykański fizyk, laureat Nagrody Nobla (zm. 1962)
  - Mieczysław Myszkiewicz, polski aktor (zm. 1943)
  - Antoni Roman, polski dyplomata, polityk, minister przemysłu i handlu, senator RP (zm. 1951)
  - Al St. John, amerykański aktor (zm. 1963)
- 11 września:
  - Pinto Colvig, amerykański aktor, scenarzysta, muzyk (zm. 1967)
  - Stanisław Daczyński, polski aktor, reżyser teatralny (zm. 1964)
  - Ludvigs Ēķis, łotewski polityk, dyplomata (zm. 1943)
  - Wincenty Kowalski, polski generał brygady (zm. 1984)
- 12 września – Tadeusz Wierzejski, polski kolekcjoner dzieł sztuki, kustosz (zm. 1974)
- 13 września – Viktoria Luise von Preußen, księżniczka pruska, księżna Brunszwiku i Hanoweru (zm. 1980)
- 14 września:
  - Casemiro Amaral, brazylijski piłkarz, bramkarz pochodzenia portugalskiego (zm. 1939)
  - María de la Purificación Vidal Pastor, hiszpańska działaczka Akcji Katolickiej, męczennica, błogosławiona katolicka (zm. 1936)
- 16 września:
  - Włodzimierz Bobrownicki, polski chemik technolog, wykładowca akademicki (zm. 1980)
  - Marcin Gawłowski, polski major piechoty (zm. 1959)
  - Stanisław Jóźwiak, polski polityk, poseł na Sejm i II Rady Narodowej RP (zm. 1964)
- 17 września – Hendrik Andriessen, holenderski kompozytor, organista (zm. 1981)
- 19 września – Jan Piekałkiewicz, polski ekonomista, polityk, działacz ruchu ludowego, delegat Rządu na Kraj (zm. 1943)
- 20 września – Patricia Collinge, amerykańska aktorka pochodzenia irlandzkiego (zm. 1974)
- 22 września:
  - Piotr Baranow, radziecki dowódca wojskowy, polityk (zm. 1933)
  - Walentin Jakowlew, rosyjski działacz bolszewicki (zm. 1918)
  - Cypriano Nunes, brazylijski piłkarz (zm. 1980)
  - Billy West, amerykański aktor, reżyser, scenarzysta i producent filmowy pochodzenia żydowskiego (zm. 1975)
- 23 września:
  - Lorenz Jäger, niemiecki duchowny katolicki, arcybiskup Paderborn, kardynał (zm. 1975)
  - Rudolf Macko, polski podporucznik, żołnierz Legionów Polskich (zm. 1917)
- 24 września:
  - Adélard Godbout, kanadyjski polityk, premier prowincji Quebec (zm. 1956)
  - Franciszek Polniaszek, polski wojskowy, pułkownik, kawaler Virtuti Militari, zamordowany w kwietniu 1940 roku w Charkowie
- 25 września – Leon Stankiewicz, polski adwokat, notariusz, działacz społeczny i polityczny (zm. 1968)
- 26 września:
  - Honorio Delgado, peruwiański psychiatra, psychoanalityk, biolog, nauczyciel akademicki (zm. 1969)
  - Václav Nosek, czechosłowacki polityk komunistyczny, minister spraw wewnętrznych (zm. 1955)
  - Bronisław Szwalm, nauczyciel, krajoznawca, turysta, regionalista, organizator turystyki, patron Oddziału Nauczycielskiego PTTK w Łodzi (zm. 1969)
- 27 września:
  - Michaił Sokołow, radziecki polityk (zm. 1938)
  - Bronisław Stępowski, polski ginekolog-położnik, wykładowca akademicki, tłumacz (zm. 1963)
- 28 września:
  - Władysław Borawski, polski inżynier, architekt (zm. 1970)
  - Elmer Rice, amerykański dramaturg (zm. 1967)
- 30 września:
  - Andriej Chrulow, radziecki polityk, generał armii (zm. 1962)
  - Władysław Miegoń, polski duchowny katolicki, kapelan Marynarki Wojennej, męczennik, błogosławiony (zm. 1942)
  - Zośka Wieras, białoruska pisarka pochodzenia polskiego (zm. 1991)
- 2 października:
  - Ireneusz (Bekisz), polski biskup prawosławny, pierwszy zwierzchnik Kościoła Prawosławnego w Ameryce (zm. 1981)
  - Julian Puterman-Sadłowski, polski architekt, wykładowca akademicki (zm. 1953)
  - Emanuel Martin Sierra, hiszpański duchowny katolicki, męczennik, błogosławiony (zm. 1936)
- 3 października – Walerian Wojtulewicz, polski kapitan piechoty (zm. 1932)
- 4 października:
  - Engelbert Dollfuß, austriacki polityk, kanclerz Austrii (zm. 1934)
  - Robert Lawson, amerykański pisarz, rysownik (zm. 1957)
  - Anica Savić Rebac, serbska pisarka, badaczka kultury helleńskiej, tłumaczka, historyk filozofii (zm. 1953)
  - Luis Trenker, włoski aktor, reżyser filmowy, bobsleista (zm. 1990)
  - Józef Żurowski, polski archeolog, prehistoryk, historyk sztuki (zm. 1936)
- 5 października:
  - Georgi Damjanow, bułgarski generał porucznik, polityk (zm. 1958)
  - Andrej Jakubiecki, białoruski wojskowy, działacz kulturalno-oświatowy (zm. po 1945)
- 6 października – Zdzisław Wincenty Przyjałkowski, polski generał brygady (zm. 1971)
- 7 października – Franciszek Bielak, polski historyk literatury (zm. 1973)
- 8 października – Marina Cwietajewa (ros. Марина Ивановна Цветаева), rosyjska pisarka, poetka (zm. 1941)
- 9 października – Harry Dexter White, amerykański ekonomista (zm. 1948)
- 10 października – Ivo Andrić, jugosłowiański pisarz, nowelista, poeta, laureat Nagrody Nobla (zm. 1975)
- 11 października – Luigi Maiocco, włoski gimnastyk (zm. 1965)
- 12 października – Antonio María Barbieri, urugwajski duchowny katolicki, arcybiskup metropolita Montevideo, kardynał (zm. 1979)
- 15 października:
  - Eugeniusz Lityński, polski major piechoty (zm. 1940)
  - Perec Opoczyński, polski dziennikarz, reporter, pisarz pochodzenia żydowskiego (zm. 1943)
  - Alberts Rumba, łotewski łyżwiarz szybki, trener (zm. 1962)
- 16 października:
  - Jan Karcz, polski pułkownik dyplomowany kawalerii (zm. 1943)
  - Józef Kustroń, polski generał brygady (zm. 1939)
  - Adolf Ziegler, niemiecki malarz (zm. 1959)
- 17 października:
  - Alfred Ader, polski szablista, florecista (zm. 1941)
  - Kazimierz Chodkiewicz, polski pułkownik żandarmerii, legionista, filozof, ezoteryk, teozof (zm. 1980)
  - Theodor Eicke, niemiecki funkcjonariusz nazistowski, zbrodniarz wojenny (zm. 1943)
  - Otakar Jeremiáš, czeski kompozytor, dyrygent, wiolonczelista (zm. 1962)
  - R.K. Shanmukham Chetty, indyjski prawnik, ekonomista, polityk (zm. 1953)
- 19 października – Tommy Browell, angielski piłkarz (zm. 1955)
- 20 października:
  - Jan Stanisław Bystroń, polski etnolog i socjolog (zm. 1964)
  - Eoin O’Duffy, irlandzki wojskowy, polityk (zm. 1944)
- 21 października – Otto Nerz, niemiecki trener piłkarski (zm. 1949)
- 22 października – Harry King Goode, angielski pilot myśliwski (zm. 1942)
- 23 października:
  - Gummo Marx, amerykański aktor komediowy (zm. 1977)
  - Tadeusz Mitraszewski, polski prawnik (zm. 1960)
  - Andrzej Zubrzycki, polski nauczyciel, działacz społeczny, polityk, poseł na Sejm RP (zm. 1942)
- 24 października:
  - Jan Kowalewski, polski podpułkownik dyplomowany piechoty, matematyk, poliglota, kryptolog (zm. 1965)
  - Rafał Malczewski, polski malarz, pisarz, felietonista i taternik (zm. 1965)
  - Åke Thelning, szwedzki jeździec sportowy (zm. 1979)
  - Jan Walewski, polski publicysta, działacz społeczny, polityk, poseł na Sejm RP, emigrant (zm. 1969)
- 25 października – Nell Shipman, kanadyjsko-amerykańska aktorka, scenarzystka i producentka filmowa (zm. 1970)
- 26 października:
  - Gaston Chevrolet, szwajcarsko-amerykański kierowca wyścigowy (zm. 1920)
  - Antoni Silvestre Moya, hiszpański duchowny katolicki, męczennik, błogosławiony (zm. 1936)
  - Jan Łazarski, polski kolarz torowy, trener, działacz sportowy (zm. 1968)
  - Robert Nitschmann, polski duchowny luterański, konsenior diecezji warszawskiej Kościoła Ewangelicko-Augsburskiego w Polsce (zm. 1940)
- 27 października – Anna Margareta Schindler, austriacka rzeźbiarka (zm. 1929)
- 28 października – Pierre Frieden, luksemburski pisarz, polityk, premier Luksemburga (zm. 1959)
- 29 października – Stanisław Ostrowski, polski polityk, prezydent RP na uchodźstwie (zm. 1982)
- 30 października – Jan Chromy, polski podpułkownik piechoty (zm. ?)
- 31 października:
  - Aleksandr Alechin, rosyjsko-francuski szachista (zm. 1946)
  - Ostap Dłuski, polski działacz komunistyczny, polityk, poseł na Sejm PRL (zm. 1964)
  - Heinrich Kittel, niemiecki generał (zm. 1969)
- 1 listopada – Symche Natan, polski aktor pochodzenia żydowskiego (zm. 1946)
- 2 listopada:
  - Pál Ábrahám, węgierski kompozytor operetkowy (zm. 1960)
  - Alice Brady, amerykańska aktorka (zm. 1939)
- 3 listopada – Zhao Yuanren, chiński językoznawca, pisarz, kompozytor (zm. 1982)
- 4 listopada – Karol Jastrzębski, polski wojskowy, kawaler Orderu Virtuti Militari (zm. 1944)
- 5 listopada:
  - John Alcock, brytyjski lotnik (zm. 1919)
  - John B.S. Haldane, brytyjski biolog, genetyk (zm. 1964)
- 6 listopada:
  - Andrzej Huszno, polski duchowny prawosławny, założyciel i administrator generalny Polskiego Narodowego Kościoła Prawosławnego (zm. 1939)
  - Harold Ross, amerykański dziennikarz (zm. 1951)
- 7 listopada:
  - Edward Cline(inne języki), amerykański reżyser filmowy, aktor (zm. 1961)
  - Stanisław Głąbiński, polski duchowny katolicki (zm. 1965)
  - Halina Jaroszewiczowa, polska polityk, poseł na Sejm i senator RP, działaczka niepodległościowa i społeczna (zm. 1940)
- 8 listopada:
  - Šimon Drgáč, czeski generał (zm. 1980)
  - Teodor Piotrowski, polski polityk, działacz spółdzielczy, członek PKWN (zm. 1975)
- 10 listopada:
  - Frank A. Barrett, amerykański prawnik, polityk, senator ze stanu Wyoming (zm. 1962)
  - John Olin, amerykański przedsiębiorca, chemik, wynalazca (zm. 1982)
- 11 listopada:
  - Gaston Heuet, francuski lekkoatleta, długodystansowiec (zm. 1979)
  - Marceli Słodki, polski malarz, grafik pochodzenia żydowskiego (zm. 1944)
- 13 listopada:
  - Stanisław Burzyński, polski polityk komunistyczny, poseł na Sejm RP (zm. 1937)
  - Jean Gutweniger, szwajcarski gimnastyk (zm. 1979)
  - Paweł Zołotow, polski pilot cywilny i wojskowy, rekonstruktor zabytkowych samolotów (zm. 1979)
- 14 listopada:
  - Fedir Bohatyrczuk, ukraiński szachista (zm. 1984)
  - Dieudonné Costes, francuski pilot wojskowy, as myśliwski (zm. 1973)
- 15 listopada:
  - Thorbjørn Frydenlund, norweski zapaśnik (zm. 1989)
  - Enrique Peñaranda, boliwijski generał, polityk, prezydent Boliwii (zm. 1969)
- 16 listopada:
  - Julian Edmund Miller, polski podpułkownik (zm. 1982)
  - Guo Moruo, chiński pisarz, poeta, dramaturg, historyk, archeolog, lekarz, tłumacz (zm. 1978)
- 17 listopada:
  - Wiktor Biegański, polski aktor, reżyser, scenarzysta i producent filmowy (zm. 1974)
  - Paul Metz, duński hokeista na trawie (zm. 1975)
- 18 listopada:
  - Józef Gawlina, polski duchowny katolicki, generał dywizji, biskup polowy WP (zm. 1964)
  - Michaił Łukin, radziecki generał porucznik (zm. 1970)
- 20 listopada – James Collip, kanadyjski biochemik, fizjolog (zm. 1965)
- 22 listopada:
  - Charles Bunyan, angielski piłkarz, trener (zm. 1975)
  - Jerzy Dzwonkowski, polski rotmistrz (zm. 1940)
  - Jan Stanisław Matuszek, polski podpułkownik piechoty (zm. 1940)
  - Emma Tillman, amerykańska superstulatka (zm. 2007)
- 23 listopada:
  - Erté, rosyjski malarz, grafik, projektant mody (zm. 1990)
  - Ture Person, szwedzki lekkoatleta, sprinter (zm. 1956)
  - Mieczysław Zygmunt Wiśniewski, polski piłkarz, bramkarz, trener (zm. 1952)
- 24 listopada – Dmitrij Skobielcyn, rosyjski fizyk (zm. 1990)
- 25 listopada:
  - Ireneusz Branowski, polski major piechoty (zm. 1936)
  - Otto Harder, niemiecki piłkarz, funkcjonariusz nazistowski, zbrodniarz wojenny (zm. 1956)
  - Wiktor Szandorowski, polski pułkownik lotnictwa, pływak (zm. 1948)
  - Wacław Szymański, polski rolnik, działacz społeczny, polityk, poseł na Sejm RP (zm. 1975)
- 26 listopada – Charles Brackett, amerykański scenarzysta, producent filmowy (zm. 1969)
- 27 listopada – Stefan Adamczak, polski lekkoatleta, tyczkarz, wieloboista (zm. 1939)
- 28 listopada:
  - Andrzej Płachta, polski podpułkownik obserwator (zm. 1974)
  - Reinhard Treptow, niemiecki pilot wojskowy, as myśliwski (zm. ?)
- 29 listopada:
  - Franciszek Brodniewicz, polski aktor (zm. 1944)
  - Jerzy Czeszejko-Sochacki, polski polityk socjalistyczny i komunistyczny, poseł na Sejm RP (zm. 1933)
- 1 grudnia – Walter Bathe, niemiecki pływak (zm. 1959)
- 2 grudnia:
  - Gieorgij Atarbekow, ormiański bolszewik, czekista (zm. 1925)
  - Thorvald Eigenbrod, duński hokeista na trawie (zm. 1977)
  - Robert Pražák, czechosłowacki gimnastyk (zm. 1966)
  - Ivar Smilga, łotewski rewolucjonista, bolszewik (zm. 1937)
- 3 grudnia:
  - Tomasz Dobiosz, polski działacz komunistyczny, polityk, prezydent Świętochłowic (zm. 1975)
  - Lola Landau, niemiecka pisarka pochodzenia żydowskiego (zm. 1990)
  - Jerry Vasconcells, amerykański pilot wojskowy, as myśliwski (zm. 1950)
- 4 grudnia – Francisco Franco, hiszpański generał i polityk, dyktator Hiszpanii (zm. 1975)
- 5 grudnia – Julian Kulski, polski polityk, prezydent Warszawy (zm. 1976)
- 6 grudnia:
  - Roman Daszkewycz, ukraiński generał-chorąży, działacz społeczny, polityk (zm. 1975)
  - Osbert Sitwell, brytyjski prozaik, poeta (zm. 1969)
- 7 grudnia – Ołena Stepaniw, ukraińska wojskowa, historyk, geograf, pedagog, działaczka społeczna (zm. 1963)
- 8 grudnia – Zdzisław Chłapowski, polski podporucznik kawalerii (zm. 1920)
- 9 grudnia:
  - Heliodor Konopka, polski działacz sportowy (zm. 1967)
  - Ferenc Kónya, węgierski piłkarz, trener (zm. 1977)
- 10 grudnia – Maria od Jezusa Ukrzyżowanego Petković, chorwacka zakonnica, założycielka Zgromadzenia Córek Miłosierdzia, błogosławiona katolicka (zm. 1966)
- 11 grudnia:
  - Giacomo Lauri-Volpi, włoski śpiewak operowy (tenor) (zm. 1979)
  - Edil Rosenqvist, fiński zapaśnik (zm. 1973)
- 12 grudnia – Ansgary Malina, polski kompozytor, franciszkanin (zm. 1969)
- 13 grudnia – Stefania Łukowicz-Mokwa, polska skrzypaczka (zm. 1975)
- 14 grudnia – Jimmy Claxton, amerykański baseballista (zm. 1970)
- 15 grudnia:
  - Jean Paul Getty, amerykański przedsiębiorca (zm. 1976)
  - George Lawrence Price, kanadyjski żołnierz (zm. 1918)
- 16 grudnia – Boris Gusman, rosyjski pisarz, scenarzysta filmowy pochodzenia żydowskiego (zm. 1944)
- 17 grudnia – Leslie William Sutherland, australijski as lotnictwa (zm. 1967)
- 18 grudnia – Ferdinand Schulz, niemiecki konstruktor lotniczy, pilot (zm. 1929)
- 19 grudnia – Ludwik Musioł, polski nauczyciel, wizytator, archiwista, historyk, lingwista, etnograf (zm. 1970)
- 20 grudnia – Apolinary Żebrowski, polski podpułkownik uzbrojenia, inżynier, konstruktor (zm. 1973)
- 21 grudnia – Rebecca West, brytyjska pisarka (zm. 1983)
- 22 grudnia:
  - Peter Tatsuo Doi, japoński duchowny katolicki, arcybiskup Tokio, kardynał (zm. 1970)
  - Herman Potočnik, słoweński inżynier, pionier astronautyki (zm. 1929)
- 23 grudnia:
  - Maria Crocifissa Gargani, włoska zakonnica, założycielka zgromadzenia Apostołek Najświętszego Serca, błogosławiona katolicka (zm. 1973)
  - Franciszek Rogaczewski, polski duchowny katolicki, męczennik, błogosławiony (zm. 1940)
- 24 grudnia – Ruth Chatterton, amerykańska aktorka, pisarka (zm. 1961)
- 25 grudnia – Stefano Bakonyi, włoski chemik, interlingwista pochodzenia węgierskiego (zm. 1969)
- 26 grudnia:
  - Szczepan Bajszczak, polski działacz komunistyczny (zm. 1941)
  - Štefan Krčméry, słowacki duchowny ewangelicki, poeta, redaktor (zm. 1955)
  - Józef Pszczoła, polski starszy sierżant, leśnik (zm. 1956)
  - Zygmunt Sowiński, polski inżynier elektryk, przemysłowiec, polityk, poseł na Sejm RP (zm. 1945)
- 27 grudnia – Hans Jordan, niemiecki generał piechoty (zm. 1975)
- 28 grudnia:
  - Reidar Holter, norweski wioślarz (zm. 1953)
  - Adam Obrubański, polski porucznik piechoty, prawnik, piłkarz, sędzia i trener piłkarski (zm. 1940)
- 29 grudnia:
  - Ludomił Rayski, polski generał pilot (zm. 1977)
  - Maria Imelda (Jadwiga Karolina Żak), polska nazaretanka, męczennica z Nowogródka, błogosławiona katolicka (zm. 1943)
- 30 grudnia – John Litel, amerykański aktor (zm. 1972)
- 31 grudnia:
  - Michaił Guriewicz, rosyjski konstruktor lotniczy (zm. 1976)
  - Jason Robards Sr., amerykański aktor (zm. 1963)
- data dzienna nieznana:
  - Georgi Abadżiew, bułgarski kolarz (zm. 1972)
  - Aleksandr Abramow, radziecki polityk (zm. 1968)
  - Iwan Bojew, radziecki działacz gospodarczy narodowości rosyjskiej (zm. 1938)
  - Janina Ender, polska nauczycielka, esperantystka (zm. 1974)
  - Peldżidijn Genden, mongolski polityk komunistyczny i rewolucjonista, formalna głowa państwa mongolskiego w latach 1924–1927 oraz premier Mongolskiej Republiki Ludowej w latach 1932–1936 (zm. 1937)
  - Konstantin Pszenicyn, radziecki działacz partyjny i państwowy (zm. 1937)

## Święta ruchome
- Tłusty czwartek: 25 lutego
- Ostatki: 1 marca
- Popielec: 2 marca
- Niedziela Palmowa: 10 kwietnia
- Pamiątka śmierci Jezusa Chrystusa: 10 kwietnia
- Wielki Czwartek: 14 kwietnia
- Wielki Piątek: 15 kwietnia
- Wielka Sobota: 16 kwietnia
- Wielkanoc: 17 kwietnia
- Poniedziałek Wielkanocny: 18 kwietnia
- Wniebowstąpienie Pańskie: 26 maja
- Zesłanie Ducha Świętego: 5 czerwca
- Boże Ciało: 16 czerwca